# 캠프 케이시
캠프 케이시(Camp Casey)는 대한민국 경기도 동두천시에 있는 주한 미군 육군의 기지로, 한국 전쟁 도중 1952년에 전사한 제7보병연대 공병 장교 휴 보이드 케이시 소령의 이름을 따서 명명되었다.
제210야전포병여단이 조선인민군 육군의 장사정포에 대응하기 위해 주둔 중이다.

## 역사
한국 전쟁이 정전된 이후, 1953년에 텐트촌으로 시작한 임시 군영으로 시작하여, 닉슨 독트린에 따라 1971년 4월 2일에 미국 본토 워싱턴주의 포트 루이스로 귀환하여 해산했던 제7보병사단의 본거지였다.
2006년, 미국 육군 시설관리사령부(IMCOM)의 설립으로 캠프 케이시에 본부를 두고 중심으로 캠프 캐슬과 캠프 호비를 관리하는 미국 육군 케이시 엔클레이브(USAG Casey Enclave)가 창설되었다.
2015년 7월 1일, 미국 국방부는 제2보병사단, 1기갑여단전투단을 해체하고, 대신 다른 사단의 1개 기갑여단전투단을 9개월 단위로 한반도에 순환 배치하기로 결정했다.
2018년 10월 18일에 있었던 캠프 레드 클라우드의 폐쇄 이후, 캠프 케이지의 USAG 케이시는 용산 기지의 USAG 용산과 USAG 용산-케이시로 병합되었고 두 시설은 단일부대에서 관리하고 있다.

### 기지 반환
같은 동두천시의 캠프 캐슬과 캠프 호비, 의정부시의 캠프 레드 클라우드, 캠프 잭슨, 캠프 스탠리에 주둔 중인 주한 미군은 경기도 평택시의 캠프 험프리스로 옮겨가고 시설은 모두 2016년 동안 폐쇄될 예정이었다. 현재 반환이 계속 미뤄지고 있다.

## 같이 보기
- 주한 미군의 시설 목록

제1지역 시설
- 캠프 레드 클라우드
- 캠프 보니파스
- 캠프 케이시
  - 캠프 캐슬
  - 캠프 호비

## 참고
- “Camp Casey / US Army Garrison - Casey Enclave”. GlobalSecurity.org. 2014년 5월 3일에 확인함.